# جواد حسین‌آبادی
جواد حسین‌آبادی بازیکن والیبال اهل ایران، عضو باشگاه والیبال شهرداری ارومیه

## افتخارات

### ملی
- مقام اول مسابقات قهرمانی نوجوانان آسیا ۲۰۱۰
- مقام سوم مسابقات قهرمانی جوانان آسیا ۲۰۱۲
- مقام اول مسابقات قهرمانی امیدهای آسیا ۲۰۱۵
- مقام اول مسابقات قهرمانی باشگاه‌های آسیا   ۲۰۱۹

### فردی
- بهترین سرویس‌زن مسابقات قهرمانی جوانان آسیا ۲۰۱۲
- بهترین مدافع مسابقات قهرمانی امیدهای آسیا ۲۰۱۵